# Fontaine-de-Vaucluse
Fontaine-de-Vaucluse é uma comuna francesa na região administrativa da Provença-Alpes-Costa Azul, no departamento de Vaucluse. Estende-se por uma área de 7,14 km². Em 2010 a comuna tinha 601 habitantes (densidade: 84,2 hab./km²).